# Balthus

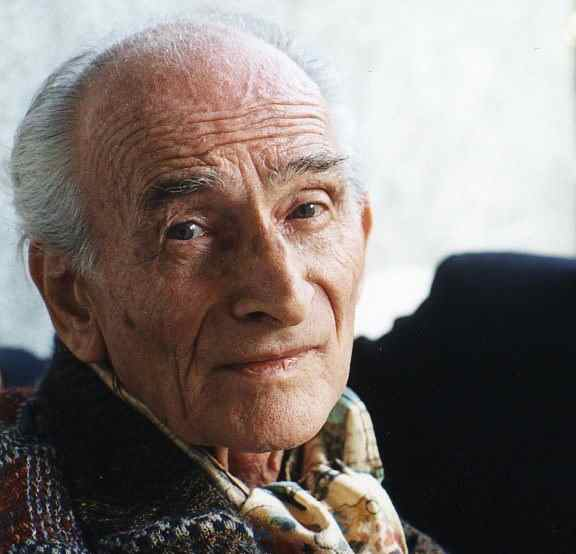
Balthus (1996)

Balthasar Kłossowski de Rola, genannt Balthus, Hon. RA (* 29. Februar 1908 in Paris, Frankreich; † 18. Februar 2001 in Rossinière, Schweiz) war ein polnisch-deutsch-französischer Maler. 1991 erhielt er für sein Lebenswerk das Praemium Imperiale.

## Leben

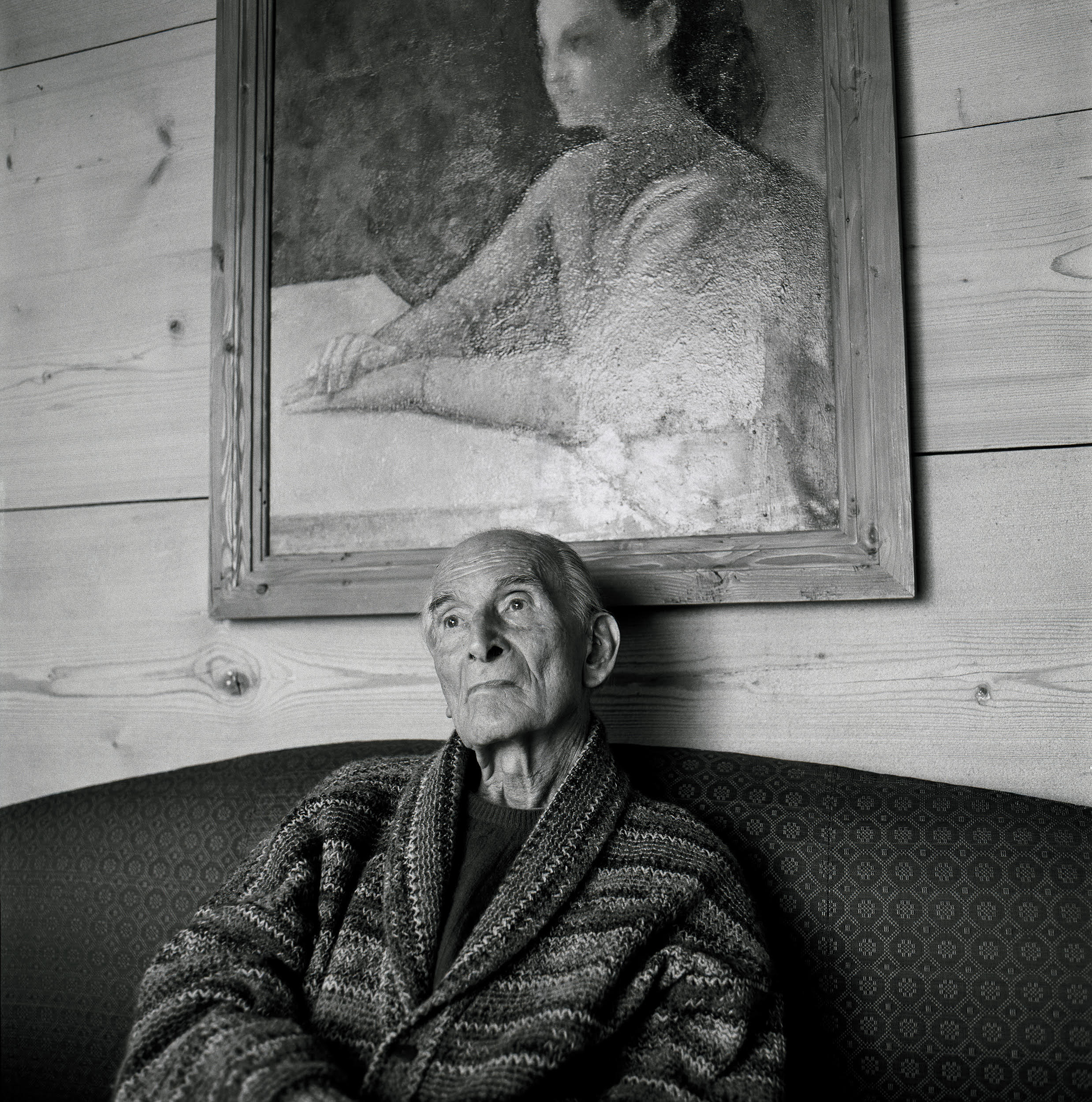
Balthus, Rossinière 2000 (Porträt von Oliver Mark)

Balthus war der zweite Sohn des deutsch-polnischen Kunsthistorikers und Malers Erich Klossowski (1875–1949) und der deutsch-jüdischen Malerin Elizabeth Dorothea Spiro, genannt Baladine (1886–1969), die zusammen einen der wichtigsten Kunstsalons in Paris und später in Berlin führten. Sein drei Jahre älterer Bruder war der avantgardistische Schriftsteller Pierre Klossowski.
Nach der Trennung von ihrem Mann zog die Mutter mit den Söhnen Balthazar und Pierre in die Schweiz, zunächst nach Bern und später nach Beatenberg, wo sie zur Geliebten des Dichters Rainer Maria Rilke wurde. Dieser wurde auch zum Patenonkel Balthazars und gab ihm den Kosenamen „Balthusz“, aus dem sich sein späterer Künstlername Balthus entwickelte. Rilke erkannte die künstlerische Begabung des Jungen früh und förderte dessen Weiterentwicklung.
1925 lebte er in Toulon und malte Landschaften. 1926 konnte er durch die Unterstützung von Jean Strohl nach Italien reisen und Fresken von Piero della Francesca kopieren. Er lebte unter anderem in Arezzo. 1929 verbrachte er in Berlin; in der Zürcher „Galerie Förter“ hatte er seine erste Ausstellung. 1930 wurde er zum französischen Militärdienst einberufen und diente in den marokkanischen Städten Kenitra und Fès. 1932 kehrte er nach Paris zurück. Er lernte dort Pierre Jean Jouve, André Derain sowie Alberto Giacometti kennen. 1934 hatte er in der „Galerie Pierre“ seine erste Einzelausstellung.
In der Folgezeit entwickelte Balthus seinen eigenen figurativen Malstil, der sich an der Technik der Fresken des italienischen Quattrocento orientierte. Er entzog sich damit den zeitgenössischen Kunstströmungen unter anderem des Kubismus und des Surrealismus. Auch in seinen Sujets setzte er sich ab, da sie häufig von anzüglichen Posen junger Mädchen geprägt waren. Balthus zählte den Dichter Lord Byron zu seinen Vorfahren und war u. a. mit Federico Fellini, Pablo Picasso, Joan Miró, Salvador Dalí, David Hockney und besonders mit Pierre Matisse befreundet, der ihm auch gelegentlich finanziell wegen seines luxuriösen Lebensstils unter die Arme griff. Für Albert Camus entwarf Balthus Bühnenbilder und Kostüme. Er galt als exzentrisch und scheute die Öffentlichkeit.

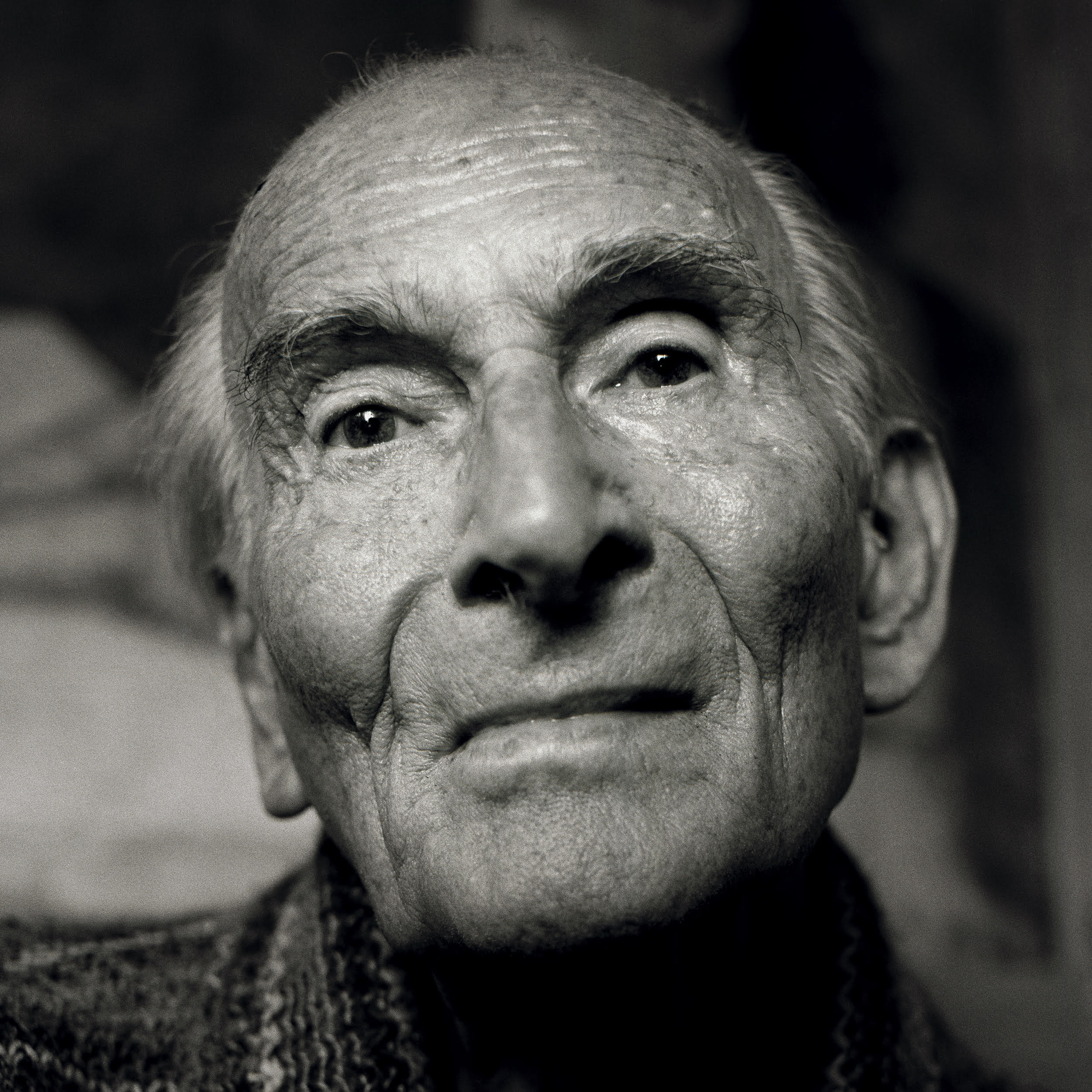
Balthus, Rossinière 2000 (Porträt von Oliver Mark)

1937 heiratete er Antoinette de Watteville, die aus einer einflussreichen Adelsfamilie aus Bern stammte. Er hatte sie bereits 1924 kennengelernt, und sie hatte ihm für eine Reihe von Porträts Modell gesessen. Aus dieser Ehe stammen zwei Kinder, Stanislas (* 1942) und Thaddeus (* 1946), die beide Bücher über ihren Vater veröffentlichten, darunter die Liebesbriefe, die sich ihre Eltern zwischen 1928 und 1937 geschrieben hatten. Stanislas, bekannt als Stash de Rola, wurde in den 1960er Jahren zu einer bestimmenden Figur der Swinging Sixties in London und Paris. Balthus benutzte gelegentlich den Grafentitel seiner Frau zur Selbststilisierung. In der Schweiz gibt es allerdings keine amtlichen Eintragungen oder Nennungen von Adelstiteln.
1938 hatte er seine erste Ausstellung in New York in der „Galerie Pierre Matisse“. 1939 wurde er im September zum Militärdienst eingezogen, im Elsass verwundet und kehrte noch im Dezember nach Paris zurück. Von 1945 bis 1946 bewohnte Balthus mit seiner Familie die Villa Diodati in Cologny am Genfersee. 1947 trennten sich Balthus und seine Frau Antoinette einvernehmlich und waren weiterhin freundschaftlich verbunden. Die beiden Söhne blieben bei ihrer Mutter, die mit ihnen nach Genf zog.
1961 berief ihn André Malraux, der unter Charles de Gaulle zum französischen Kulturminister aufgestiegen war, zum Direktor der Französischen Akademie in Rom, die in der Villa Medici untergebracht war. Während seiner Amtszeit in den Jahren 1961 bis 1977 wurde das gesamte Interieur der etwas vernachlässigten Villa neu gestaltet. 1962 lernte Balthus auf einer Reise nach Japan Setsuko Ideta (jap. 出田 節子) kennen, die er 1967 heiratete. Im Jahr darauf wurde ihr gemeinsamer Sohn Fumio geboren, der bereits im Alter von zwei Jahren verstarb. 1973 wurde die gemeinsame Tochter Harumi (春美) geboren.
Die Académie royale des Sciences, des Lettres et des Beaux-Arts de Belgique (Classe des Beaux-Arts) nahm ihn 1974 als assoziiertes Mitglied auf.
1976 erwarb Balthus das Grand Chalet in Rossinière im Kanton Waadt in der Schweiz, in dem er dann bis zu seinem Tod im Februar 2001 mit fast 93 Jahren zurückgezogen lebte. Dort besuchten ihn seine zahlreichen prominenten Anhänger wie etwa Tony Curtis und Mick Jagger. Auch an seiner Beisetzung nahmen zahlreiche Prominente teil, darunter Bono von U2, welcher der Zeremonie ein Lied beisteuerte, Elle Macpherson, Henri Cartier-Bresson, Prinz Sadruddin Aga Khan sowie Vertreter verschiedener Regierungen.

## Werk

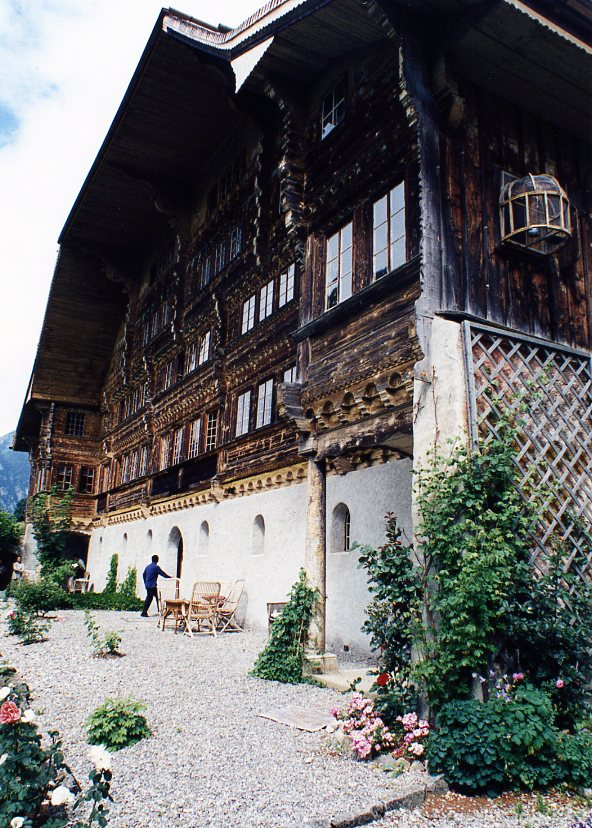
Grand Chalet

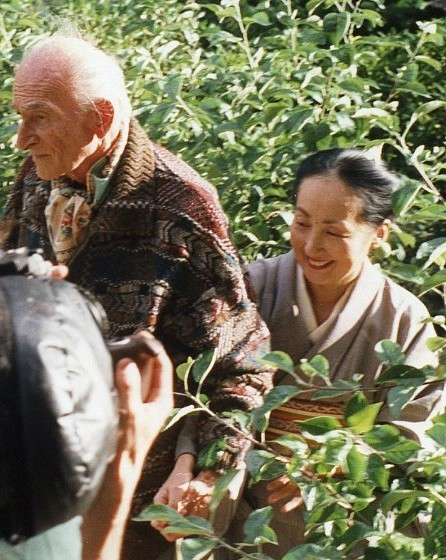
Balthus mit seiner Frau
Setsuko Ideta in dem Dokumentarfilm Balthus de l’autre côté du miroir (1996)

„Balthus’ Bilder sind hinreißende Kinderporträts. Einerseits. Aber eben auch Dokumente schwärzester Erwachsenenpsychologie.“

Balthus hinterließ ein – gemessen an seiner langen Schaffensperiode – relativ schmales Werk von rund 350 Gemälden und 1.600 Zeichnungen. Balthus’ Lieblingssujet waren unterschwellig sexuell getönte Porträts von Mädchen im Alter von etwa 13 Jahren, die sich ihrer Wirkung noch nicht bewusst sind und damit den erwachsenen Betrachter kompromittieren. Diese Ambivalenz war und ist Anlass heftiger Kontroversen. Für Balthus hingegen drückt diese Vorstufe der Frau nichts Erotisches aus, sondern zeige noch göttliche Aspekte des Menschen und offenbare engelhafte Züge, die er als Maler sehe und denen er Gestalt verleihen wolle.

## Ausstellungen
1977 war Balthus Teilnehmer der documenta 6 in Kassel. Von September 2001 bis Anfang Januar 2002 wurde im Palazzo Grassi in Venedig eine Ausstellung hauptsächlich erotischer Werke von Balthus gezeigt, in der intime Posen sehr junger Mädchen im Mittelpunkt standen.
Das Kölner Museum Ludwig veranstaltete vom 18. August bis 4. November 2007 die erste große Einzelausstellung Balthus’ in Deutschland mit rund 70 Gemälden und Zeichnungen, vorwiegend aus der Zeit zwischen 1932 und 1960.
Anlässlich des 100. Geburtstags von Balthus zeigte die Fondation Gianadda in Martigny von Mitte Juni bis Ende November 2008 eine Ausstellung mit gut 100 Ölbildern und Zeichnungen aus der gesamten Schaffenszeit des Künstlers.
Vom 25. September 2013 bis zum 12. Januar 2014 stellte das New Yorker Metropolitan Museum of Art ungefähr 35 Gemälde aus der Mitte der Dreißigerjahre bis etwa 1960 aus. Ebenfalls gezeigt wurde eine Serie von 40 Tuschzeichnungen des elfjährigen Knaben – eine Bildergeschichte über seine Erlebnisse mit der Katze Mitsou, die 1921 mit einem von Rilke verfassten Vorwort als Buch erschienen ist. Die Ausstellung mit dem Titel Cats and Girls – Paintings and Provocations war nach dreißig Jahren die erste Balthus-Ausstellung in den USA.
Das Museum Folkwang in Essen sagte Anfang 2014 eine für April vorgesehene Ausstellung mit Fotoarbeiten von Balthus ab, da wegen Pädophilie-Vorwürfen „ungewollte juristische Konsequenzen“ und die Schließung der Ausstellung drohten. Es war geplant gewesen, Polaroid-Fotos eines zu Beginn der Aufnahmeserie achtjährigen Mädchens, teils halbnackt, oft dazu mit gespreizten Beinen, zu zeigen.
Das Bank Austria Kunstforum Wien präsentierte vom 24. Februar bis 19. Juni 2016 erstmals in Österreich eine Retrospektive zum Werk von Balthus. Die Unterstützung der Familie des Künstlers sowie Leihgaben aus internationalen Sammlungen – Centre Pompidou, musée national d’art moderne, Paris, The Art Institute of Chicago, Tate London, The Metropolitan Museum of Art, New York – unterstrichen die Bedeutung dieses Projektes.

## Werke (Auswahl)
- 1921: Die Bildergeschichte Mitsou, der Katze aus seiner Kindheit
- 1933: Die Straße mit strengem Bildaufbau
- 1933: Illustration des Romans Wuthering Heights von Emily Brontë
- – Die Gitarrenstunde
- – Alice im Spiegelland (musste von ihm später wegen des Vorwurfs der Unmoral geändert werden)
- 1937: Gemälde Les Enfants, an Picasso verkauft
- 1938: Thérèse, träumend
- 1943: Dormeuse, ein schlafendes Mädchen (Tate Gallery of Modern Art, London)
- 1944: Die glücklichen Tage, (ein Mädchen mit langen Beinen auf einem Sofa)
- 1948: Bühnenbild für Pest von Albert Camus
- 1955: Nu devant la cheminée

## Film
- Balthus de l’autre côté du miroir. Dokumentation, Frankreich, 1996, 72 Min., Regie: Damian Pettigrew, Produktion: Baal Films, Vertrieb: Arte.

### Bildbände
(chronologisch geordnet)
- Balthus: Gemälde. Mit einer Einleitung von Stanislas Klossowski de Rola. Schirmer Mosel, München 1983, ISBN 3-88814-110-9.
- Virginie Monnier: Balthus – Catalogue raisonné. Das Gesamtwerk. Schirmer Mosel, München 2000, ISBN 978-3-88814-732-6.
- Gilles Néret: Balthus. Taschen, Köln 2004, ISBN 978-3-8228-2204-3.
- Sabine Rewald, Virginie Monnier: Balthus. Aufgehobene Zeit. Gemälde und Zeichnungen 1932–1960. Ausstellungskatalog Museum Ludwig, Köln, 18. August bis 4. November 2007. Schirmer Mosel, München 2007, ISBN 978-3-8296-0309-6.
- Raphael Bouvier (Hrsg.): Balthus. Ausstellungskatalog Fondation Beyeler, Riehen/Basel 2018, Hatje Verlag Berlin 2018, ISBN 978-3-7757-4444-7.
- Nicolas Pages, Benoît Peverelli (Hrsg.): Balthus. The Last Studies. 2 Foliobände im Kasten. Steidl Verlag, Göttingen 2014, ISBN 978-3-86930-685-8.

### Monographien, Essays etc.
(alphabetisch geordnet)
- Raphaël Aubert: Le Paradoxe Balthus. La Différence, Paris 2005, ISBN 978-2-7291-1585-2.
- Balthus: Vanished Splendors. A Memoir. (Bildband, Text Englisch). Ecco, New York 2001, ISBN 0-06-621260-X.
- Balthus (Balthazar Klossowski de Rola), Antoinette De Watteville: Liebesbriefe 1928–1937. Eine correspondance amoureuse. Gachnang & Springer, Bern 2005, ISBN 978-3-906127-74-3.
- Andreas Beyer: Balthus' Echoräume der Kunst. In: Evelyn Benesch/Cécile Debray (Hrsg.): Balthus. Balthasar Klossowski de Rola. Kehrer Verlag Heidelberg, 2016, ISBN 978-3-86828-696-0, S. 24–25.
- Kishin Shinoyama: Balthus – Das Haus des Malers. Mit einem Essay von Gero von Boehm. Schirmer Mosel, München 2007, ISBN 978-3-8296-0320-1.
- Gero von Boehm: Balthus. 16. Dezember 1995. Interview in: Begegnungen. Menschenbilder aus drei Jahrzehnten. Collection Rolf Heyne, München 2012, ISBN 978-3-89910-443-1, S. 262–265.